# Drosophila paraimmigrans
Drosophila paraimmigrans este o specie de muște din genul Drosophila, familia Drosophilidae, descrisă de Gai și Krishnamurthy în anul 1986. Conform Catalogue of Life specia Drosophila paraimmigrans nu are subspecii cunoscute.